# Guarnizo
Guarnizo är en ort i Spanien.   Den ligger i provinsen Provincia de Cantabria och regionen Kantabrien, i den norra delen av landet, 300 km norr om huvudstaden Madrid. Guarnizo ligger 24 meter över havet och antalet invånare är 5 824.
Terrängen runt Guarnizo är kuperad söderut, men norrut är den platt. En vik av havet är nära Guarnizo åt nordost. Runt Guarnizo är det ganska tätbefolkat, med 120 invånare per kvadratkilometer. Närmaste större samhälle är Santander, 7,6 km norr om Guarnizo. Omgivningarna runt Guarnizo är en mosaik av jordbruksmark och naturlig växtlighet.